# Yushania canoviridis
Yushania canoviridis là một loài thực vật có hoa trong họ Hòa thảo. Loài này được G.H.Ye & Z.P.Wang miêu tả khoa học đầu tiên năm 1989.